# 70-я мотострелковая дивизия
70-я мотострелковая дивизия (70 мсд) — тактическое соединение Сухопутных войск Российской Федерации. Находится в составе 18-й общевойсковой армии.

## История
70-я мотострелковая дивизия создана в 2023 году и вошла в состав 18-й общевойсковой армии. В составе дивизии 24-й, 26-й и 28-й мотострелковые и 17-й танковый полки.
В сентябре 2023 года дивизия переброшена на левый берег Днепра. Незадолго до высадки украинских морских пехотинцев в Крынки в середине октября 2023 позиции дивизии в начале октября заняла 810-я отдельная бригада морской пехоты. Дивизия в дальнейшем расположилась на херсонском направлении.